# フォルニョート
フォルニョート（フォルニョウトゥルとも）（古ノルド語: Fornjótr、英語: Fornjót）は、北欧神話に登場する巨人である。
彼は、風の象徴であるカーリ(Kári)、火の象徴であるロギ(Logi)、そして海の支配者であるフレール(Hlér)またはエーギル(Ægir) の父である。
さらに、フィンランドの王であったともされる。
『古エッダ』の『ヒュミルの歌』第2節において、エーギルが「ミスコルブリンディの子にそっくりな岩の住人（巨人）」と呼ばれており、このミスコルブリンディ(Miskorblindi)とはフォルニョートの別名ではないかと考えられている。

## 説明
「フォルニョート」の名前の意味ははっきりしていない。
おそらく「forn（古い）」＋「jótr（ジュート人）」であると考えられるし、またはジュート人よりあり得るのが「巨人（どちらも巨人を意味するフィンランド語の「jätti」、古代スカンディナヴィア語の「jotunn」）」である。
あるいは、「forn（かつての）」＋「njótr（破壊者）」が由来であろうとも考えられる。
フォルニョートはさらに、独特な伝説上の系譜の伝承に従うと、ウィリアム1世の最古に確認できる直接的な父祖だとされている。
その上、多くのヨーロッパの高貴な一族の分家や、現代のアイスランド人の家系を、他の想像上の子孫を通してさかのぼった末の祖先とされている。

## 文献にみられるフォルニョート
フォルニョートは、古い詩歌に2回言及されるだけである。
その1つは、『ユングリンガ・タル』第29節において、「フォルニョートの息子」が炎に適用される用例である。
もう1つは、スノッリ・ストゥルルソンの『散文エッダ』第二部『詩語法』であり、別の文献から引用した箇所である。
「どのように風を言い換えるのか」
「フォルニョートの息子、海（エーギル）と火の兄弟、木を破壊する者、木や帆や索具を痛めつけるもの、殺す者、犬、狼と呼ぶ。
スヴェインが『北の植民賛歌』(Nordrsetu-drápa)でこのように歌っている。
フォルニョートの醜い息子たち（＝風）が、吹き始めた」
フォルニョートは、時に『詩語法』の版に含まれるスールルのうちの1つに、霜の巨人(jötun）として登場する。
フォルニョートの息子とされるエーギルが、いろいろな文献において巨人だと特定されているため、これは予想通りのことである。
ともに『フラート島本』に残されている『オークニー諸島人のサガ』(en)および『ノルウェーはいかに住まわれしか』(en)においては、フォルニョートはフィンランドとクヴェンランドを古い時代に統治していた王として登場する。
彼は、エーギルまたはフレール、ロギ、カーリという名の3人の息子の父であった。
『ノルウェーはいかに住まわれしか』での説明はさらに、フレールが海、ロギが火、カーリが風を支配していたと語っている。